# Patti (krater)
För andra betydelser, se Patti.
Patti är en nedslagskrater med en diameter på 47 kilometer, på planeten Venus. Patti har fått sitt namn efter operasångerskan Adelina Patti.